# 김사연 (1896년)
김사연(金思演, 1896년 1월 2일 ~ 1950년 9월 20일)은 일제강점기에 활동한 언론인이며 조선총독부 중추원 참의를 지냈다.

## 생애
현재의 서울 서대문구 중림동이 원적지이자 출신지이다. 게이오의숙을 중퇴하고 1918년부터 6년 동안 한일은행 부지배인으로 재직하는 등 금융인으로 일했다.
일본어로 발행되는 잡지인 《조선공론》의 사장을 맡았고, 부협의원 등 여러 직책에서 일하며 경성부의 유지로 활동했다. 1931년 중추원의 주임참의직에 처음 임명되어 1941년에는 칙임참의에 올랐다. 최린의 천도교 신파가 1934년 조선총독부의 후원으로 결성한 시중회에 발기인으로 가담한 바 있다.
일제 강점기 말기에는 태평양 전쟁 지원을 위한 학병제 경성익찬위원회에 가담했다. 이 단체는 학병 대상자의 가정을 방문해 참전을 강요하고 간담회를 여는 등의 활동을 했다. 일제가 태평양 전쟁에서 패하기 직전인 1945년 3월에는 중추원 참의 자격으로 〈반도 참정의 감사와 요망〉이라는 담화를 발표하기도 했다.
민족정기를 세우는 국회의원모임이 광복회와 함께 2002년 발표한 친일파 708인 명단과 2008년 공개된 민족문제연구소의 친일인명사전 수록예정자 명단, 2009년 친일반민족행위진상규명위원회가 발표한 친일반민족행위 705인 명단에 포함되었다.

## 같이 보기
- 조선총독부 중추원
- 시중회

## 참고 자료
- 김사연(金思演) - 국사편찬위원회